# دبی‌پور (بنگلادش)
دبی‌پور (به لاتین: Debipur) یک روستا در بنگلادش است که در استان باریسال و در ناحیه باریسال واقع شده است.